# 三色同順
三色同順（サンショクドウジュン）とは、麻雀における役のひとつ。萬子・索子・筒子それぞれの色で同じ並びの順子を作ったときに成立する。門前では2翻、副露した場合は食い下がりして1翻となる。略して三色（さんしょく、さんしき）と呼ぶ。

## 概要
平和やタンヤオと複合しやすいため極めて柔軟性に富み、高得点にもつなげやすいことから、麻雀の攻防の中心になる役であるとされていて、一気通貫や混全帯么九と並んで「リーチ麻雀の花形」と言われている。三色がうまく作れるかどうかで麻雀の腕が判るとも言われてきた。しかし近年では打点よりも速度を重視する傾向が強まっており、狙わないと作りにくい三色は昔ほど重要視される役ではなくなってきているのも事実である。
出現頻度に関しては2飜役の中では比較的高く、コナミの麻雀格闘倶楽部が2003年10月に集計したデータでは、一気通貫の約2倍程度、メンゼン三色同順はメンゼン混全帯么九の11倍強、という出現頻度になっている。副露してもよいため、表ドラや赤ドラの保有枚数を見て鳴きを入れ、喰いタンと合わせてタンヤオ三色ドラ赤で早い満貫を狙ったりすることもできるほか、相手の大物手を蹴るために鳴いて、躱し手として三色同順をあがるといった局面も見られる。なお、「三色」の語を含む役には他に三色同刻があるが、こちらは三色同順に比べるとはるかに出現頻度が低い。そのため、単に「三色」と呼ぶ場合は、多くの場合三色同順のほうを指す。
一気通貫と同様、嵌張待ちや辺張待ちになりやすく、両門待ちにすると役が確定しないのが欠点である。
平和との複合が最も多いが、稀にメンゼンで一盃口と複合することもあるのも一気通貫と共通である。
定義上混一色、清一色といった染め手とは複合せず、一気通貫とは複合しないタンヤオやチャンタと複合しやすいのは一気通貫と対照的である。

## 歴史
中国麻雀では三色三同順という役であり、麻雀が日本に紹介された当初はこの役はなく、三色同順という名前で普及するようになったのは一盃口などと同じく戦後になってからである。

## 面子ごとの俗称
三色同順には並び毎に以下の俗称があり、解説など口頭での説明が必要な場面で用いられる。
| 面子 | 俗称                         |
| ---- | ---------------------------- |
| 123  | ヒフミ、イチニサン、下の三色 |
| 234  | ニサシ                       |
| 345  | サシゴ                       |
| 456  | シゴロ                       |
| 567  | ゴロチ                       |
| 678  | ロクチッパ                   |
| 789  | チパク、上の三色             |

## 牌姿の例
（例）出来合いだが三色のみの牌姿
とのシャンポン待ち。
（例）出来合いのタンピン三色
待ち。この例のようにタンヤオと平和が複合したものは特にタンピン三色と呼ばれ、美しい和了形とされる。
（例）高目と安目でできる役が違う牌姿
待ち。では三色のみ、では一盃口のみとなる。
（例）出来合いの純チャン三色
ペン待ち。待ちの部分がのリャンメンだったら平和も複合するが、だと安くなってしまう。この牌姿はペンチャンで待ちは狭いが、純チャンが確定している。タンピン三色と並んで純チャン三色も美しい和了形とされる。
（例）副露したケース
カン待ち。この例では三色は確定しているが、役は三色のみの食い下がり1翻である。

## 黄金の一向聴
（例）234の三色と一気通貫の両天秤
この例では、もしくはを引けば一気通貫の三門張となり、もしくはを引けば三色同順のリャンメンテンパイとなる。このような三色と一通の両方が狙えるくっつきテンパイの形を、特に「黄金の一向聴」と呼ぶ。